# إراس
كان القمر الصناعي الفلكي بالأشعة تحت الحمراء ( IRAS ) أول تلسكوب فضاء من أي وقت مضى يقوم بإجراء مسح لسماء الليل بأكملها في أطوال موجات الأشعة تحت الحمراء وقد بدأ في 25 يناير 1983 استغرقت مهمتها عشرة أشهر كان التليسكوب مشروعًا مشتركًا بين الولايات المتحدة ( ناسا ) وهولندا ( NIVR ) والمملكة المتحدة ( SERC ). وقد لوحظ وجود أكثر من 250000 مصدر للأشعة تحت الحمراء عند 12 و 25 و 60 و 100 ميكرومتر.
ساهم دعم معالجة وتحليل البيانات من IRAS من مركز المعالجة والتحليل بالأشعة تحت الحمراء في معهد كاليفورنيا للتكنولوجيا . في الوقت الحالي ، يحتفظ أرشيف العلوم بالأشعة تحت الحمراء في IPAC بأرشيف IRAS
يؤدي نجاح نظام IRAS إلى الاهتمام ببعثة تلسكوب الأشعة تحت الحمراء IRT لعام 1985 حول مكوك الفضاء ، ومرفق تلسكوب الأشعة تحت الحمراء المكوك الذي تحول في النهاية إلى مرفق التلسكوب الفضائي بالأشعة تحت الحمراء ، SIRTF ، والذي تم تطويره بدوره إلى تليسكوب سبيتزر الفضائي. ، أطلقت في عام 2003 نجاح مبكر علم الفلك الفضاء بالأشعة تحت الحمراء أدى إلى مزيد من البعثات، مثل المرصد الفضائي بالأشعة تحت الحمراء (1990s) و تلسكوب الفضاء هابل الصورة NICMOS .